# Taringa
Taringa is een geslacht van weekdieren uit de klasse van de Gastropoda (slakken).

## Soorten
- Taringa aivica Ev. Marcus & Er. Marcus, 1967
- Taringa arcaica Moro & Ortea, 2015
- Taringa armata Swennen, 1961
- Taringa ascitica Ortea, Perez & Llera, 1982
- Taringa bacalladoi Ortea, Perez & Llera, 1982
- Taringa faba Ballesteros, Llera & Ortea, 1985
- Taringa halgerda Gosliner & Behrens, 1998
- Taringa iemanja Alvim & Pimenta, 2013
- Taringa oleica Ortea, Perez & Llera, 1982
- Taringa pinoi Perrone, 1985
- Taringa robledales Ortea, Moro & Espinosa, 2015
- Taringa sublutea (Abraham, 1877)
- Taringa telopia Er. Marcus, 1955
- Taringa tritorquis Ortea, Perez & Llera, 1982